# Breithorn (Lötschental)

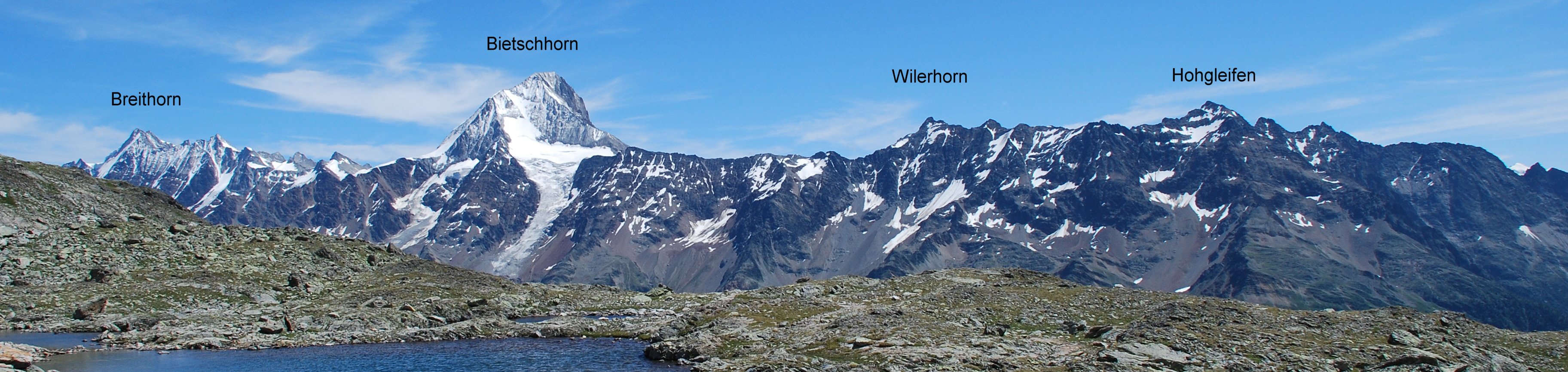
De Breithorn als oostelijk uiteinde van de Bietschhornketen (gezien vanuit het noorden)

De Breithorn is een drieduizender met een hoogte van 3.784 m in de Zwitserse Berner Alpen direct ten zuiden van het Lötschental in het kanton Wallis.
De Lötschentaler Breithorn maakt deel uit van de Bietschhorn-keten. De top sluit in het westen aan op de Tyfelsgrat die voert naar de Breitlauihorn. Verder oostwaarts in de Bietschhornketen liggen de lager gelegen Lonzahörner. De noordelijke flanken, in het Lötschental, hebben de dominante expositie. In het zuidoosten is de Breithorn met een kam verbonden met de Gredetschhorli (3.645 m), die op zijn beurt oostwaarts is verbonden met de Nesthorn.
Nog geen zeven kilometer noordelijker, aan de noordzijde van het Lötschental, ligt de vier meter lagere naamgenoot Lauterbrunner Breithorn.
De eerste beklimming van de Breithorn vond plaats in 1869. De beklimming wordt meestal gemaakt vanuit het zuiden via de Baltschiederklause in het Baltschiedertal op 2.783 meter of vanuit het noorden vanaf Blatten. Een andere route is een route westwaarts over de Beichgletsjer van aan de SAC Oberaletschhütte, gelegen op de top van de Oberaletschgletsjer.

## Werelderfgoed
De Breithorn is in december 2001 opgenomen op de UNESCO werelderfgoedlijst als onderdeel van de natuurerfgoed inschrijving Zwitserse Alpen Jungfrau-Aletsch erkend tijdens de 25e sessie van de Commissie voor het Werelderfgoed in Helsinki. De site wordt erkend als toonbeeld van de vorming van de Hoge Alpen, met de meeste gletsjers en de grootste gletsjer in Eurazië. Het Alpengebied beschikt over een grote diversiteit aan ecosystemen, met inbegrip van successiestadia (voornamelijk door de terugtrekking van gletsjers als gevolg van de klimaatverandering). De plek is van universele waarde, vanwege zowel haar schoonheid als de schat aan informatie over de vorming van bergen en gletsjers, maar ook vanwege klimaatveranderingen en ecologische en biologische processen.